# Deutsche Rentenversicherung Hessen

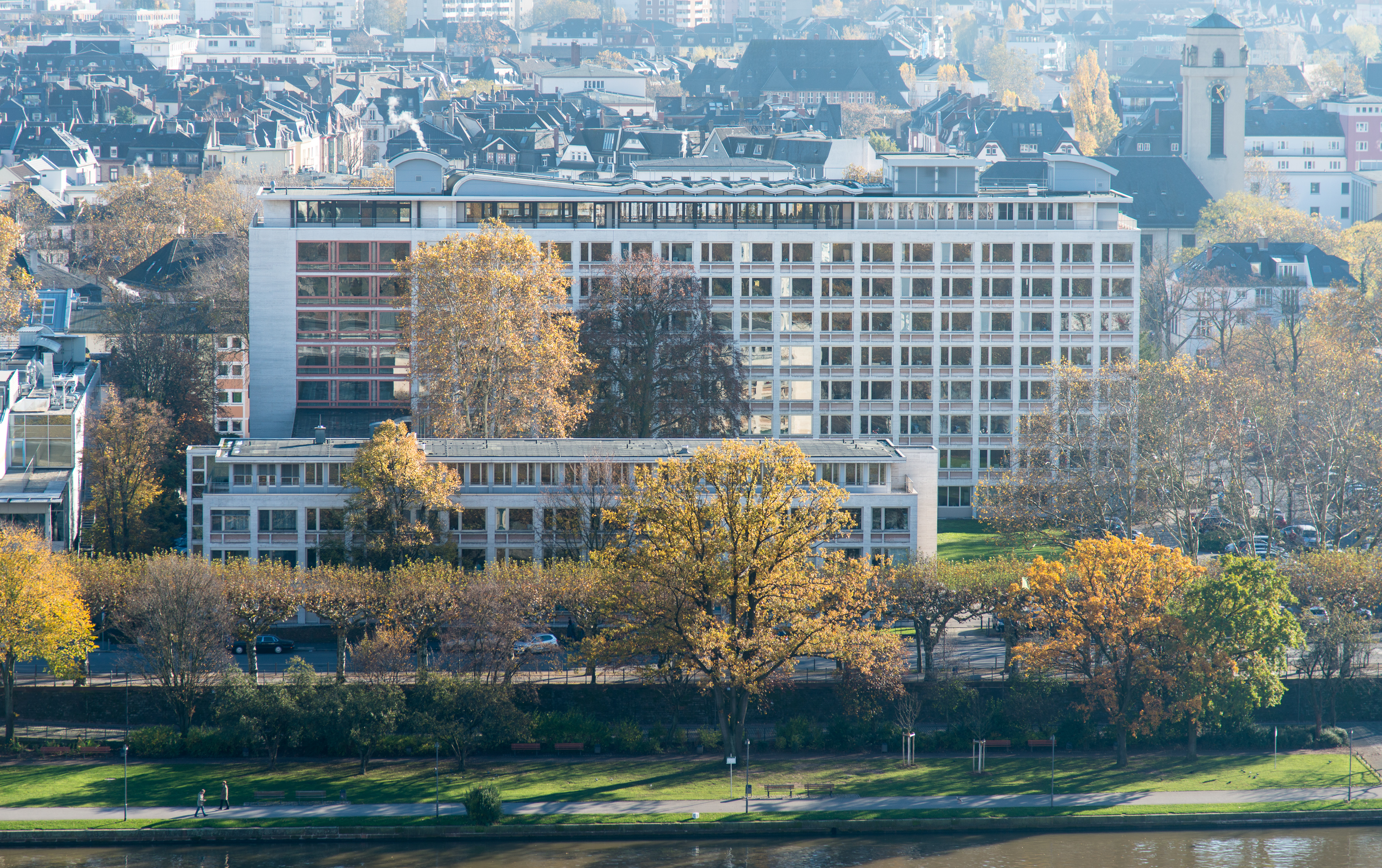
Hauptverwaltung am Schaumainkai (Städelstraße 28) in Frankfurt am Main

Die Deutsche Rentenversicherung Hessen ist eine Körperschaft des öffentlichen Rechts mit Selbstverwaltung und ein Regionalträger der Deutschen Rentenversicherung. Das bedeutet, dass die Beitragszahler – also Versicherte und Arbeitgeber – ihren Rentenversicherungsträger selbst verwalten. Hauptsitz ist in Frankfurt am Main, Dienststellen für Versicherungs- und Rentenangelegenheiten  befinden sich in Darmstadt, Künzell, Kassel und Königstein im Taunus.
Die Deutsche Rentenversicherung Hessen ist ein Sozialversicherungsträger in Hessen. Als einer von 14 eigenständigen regionalen Trägern der gesetzlichen Rentenversicherung betreut die Deutsche Rentenversicherung Hessen rund 2,4 Millionen Versicherte, 580.000 Rentner sowie 115.000 Arbeitgeber in Hessen. Sie ist die regionale Ansprechpartnerin für zurzeit 2,4 Millionen Versicherte in Hessen, wenn es um Fragen um Rente, Rehabilitation und Prävention sowie Altersvorsorge geht. Mit einem Gesamtvolumen von 13,2 Milliarden Euro ist der Haushalt 2022 der Deutschen Rentenversicherung Hessen der größte öffentliche Etat nach dem Landeshaushalt. Das Gros der Ausgaben entfällt auf die Rentenzahlungen mit rund 10,8 Milliarden Euro. Das sind rund 82,4 Prozent der Gesamtausgaben. Die Verwaltungs- und Verfahrenskosten betragen 159,9 Millionen Euro; das sind  1,3 Prozent der Gesamtausgaben.
Die Deutsche Rentenversicherung Hessen beschäftigt insgesamt rund 2700 Mitarbeiter in der Verwaltung und in ihren trägereigenen Rehabilitationseinrichtungen.

## Organisation

### Selbstverwaltung
Organe der Selbstverwaltung sind die Vertreterversammlung und der Vorstand. Diese beiden Gremien sind zu gleichen Teilen mit ehrenamtlich tätigen Vertretern von Versicherten und Arbeitgebern besetzt.
Für die laufenden Verwaltungsgeschäfte zeichnen die Mitglieder der Geschäftsführung verantwortlich. Dieser gehört dem Vorstand mit beratender Stimme an.

### Vertreterversammlung
Die alternierenden Vorsitzenden sind Jürgen Bothner (Versichertenvertreter) und Manfred Schmidt (Arbeitgebervertreter). Beide wechseln sich an der Spitze der Vertreterversammlung im jährlichen Turnus ab. Seit Oktober 2023 liegt der Vorsitz auf der Arbeitgeberseite.

### Vorstand
Die alternierenden Vorsitzenden sind Stefan Hoehl (Arbeitgebervertreter) und Renate Sternatz (Versichertenvertreterin). Beide wechseln sich an der Spitze des Vorstands im jährlichen Turnus ab. Seit Oktober 2023 liegt der Vorsitz auf der Versichertenseite.

### Geschäftsführung
- Michael Stegmann, Mitglied der Geschäftsführung[4]
- Thomas Hild-Füllenbach, Mitglied der Geschäftsführung.[4]

### Service
Die Deutsche Rentenversicherung Hessen ist dezentral organisiert mit ihrer Hauptverwaltung in Frankfurt am Main und ihren vier Dienststellen für Versicherungsangelegenheiten in Darmstadt, Frankfurt am Main in Königstein, Fulda in Künzell und Kassel.

### Auskunfts- und Beratungsstellen sowie Sprechtage
10 regionale Auskunfts- und Beratungsstellen in Bad Nauheim, Darmstadt, Frankfurt am Main, Gelnhausen, Gießen, Heppenheim (Bergstraße), Kassel, Künzell, Marburg und Wiesbaden sowie regelmäßige Beratungstage an 17 Sprechtagsorten sollen für Rentenversicherte in Hessen eine  Aufklärung und Beratung um das Thema Rente, Rehabilitation und zusätzliche private Altersvorsorge gewährleisten. Die Berater führen jährlich 540.000 Gespräche durch; davon rund 122.000 persönlich vor Ort.

### Servicestellen für Rehabilitation
In sieben trägerübergreifenden Servicestellen für Rehabilitation der Deutschen Rentenversicherung Hessen in Bad Nauheim, Darmstadt, Frankfurt am Main (2), Gießen, Kassel und Künzell werden behinderte und von Behinderung bedrohte Menschen in Fragen der Rehabilitation beraten, unabhängig davon, welcher Rehabilitationsträger zuständig ist.

### Versichertenälteste
Ehrenamtliche Versichertenälteste der Deutschen Rentenversicherung Hessen geben in den Städten und Landkreisen Auskunft in Rentenfragen, nehmen Anträge entgegen und helfen beim Ausfüllen. Ihre Zahl bezifferte die Deutsche Rentenversicherung zuletzt mit 71.

### Ärztliche Untersuchungsstellen
Medizinische Begutachtungen für Erwerbsminderungsrenten und Rehabilitationsleistungen werden von den Untersuchungsstellen des Ärztlichen Dienstes der Deutschen Rentenversicherung Hessen in Bad Nauheim, Darmstadt, Frankfurt am Main, Kassel, Künzell und Marburg durchgeführt.

### Betriebsprüfdienst
Die Betriebsprüfungen im Rahmen der Beitragsüberwachung erfolgen durch die Prüfbezirksstellen Südhessen in Pfungstadt, Rhein-Main in Frankfurt am Main, Westhessen in Königstein im Taunus, Mittelhessen in Gießen und Nordhessen in Kassel.

### Kliniken für Rehabilitation
Zur Durchführung medizinischer Rehabilitationsmaßnahmen unterhält die Deutsche Rentenversicherung Hessen fünf eigene Rehabilitationseinrichtungen:
- Klinik Sonnenblick, Marburg[9]
- Eleonoren-Klinik, Lindenfels-Winterkasten[10]
- Klinik Kurhessen, Bad Sooden-Allendorf[11]
- Klinik am Park, Bad Schwalbach[12]
- Rehabilitationszentrum am Sprudelhof, Bad Nauheim[13]

## Aufgaben
Die Leistungen der Deutschen Rentenversicherung Hessen reichen von der individuellen Auskunft und Beratung in den Bereichen Rente, Rehabilitation und private Altersvorsorge, über die Aufbereitung der Versicherungskonten (Kontenklärung) bis hin zur  Bearbeitung und Entscheidung der Anträge auf Leistungen zur medizinischen oder beruflichen Rehabilitation sowie von Rentenleistungen (bei Erwerbsminderung, Alter und Tod).

### Versicherung und Rente
Die zentrale Aufgabe der Deutschen Rentenversicherung Hessen ist es, die Renten zügig und korrekt auszuzahlen. Da die Rente eine Versicherungsleistung ist, hängt ihre Höhe von den persönlichen Versicherungszeiten und den eingezahlten Beiträgen eines Versicherten ab. Je nach persönlichem Versicherungsverlauf sind verschiedene Altersrenten möglich. Daneben sind auch Hinterbliebene und Menschen, deren Erwerbsfähigkeit nach einem Unfall oder einer Krankheit gemindert ist, durch die Leistungen abgesichert.

### Auskunft und Beratung
In den Auskunfts- und Beratungsstellen sowie regelmäßigen Beratungstagen an den Sprechtagsorten werden Kunden beraten. Versicherte erhalten Auskunft über den Stand ihres Versicherungskontos und die aktuelle Rentenhöhe. Dieser Service gilt ebenso für Versicherte der Deutschen Rentenversicherung Bund und der Deutschen Rentenversicherung Knappschaft-Bahn-See, auf deren Konten die Deutsche Rentenversicherung Hessen zugreifen kann.

### Versichertenälteste
Die ehrenamtlichen Versichertenältesten in Hessen beantworten  Fragen um die Rentenversicherung. Sie  nehmen Anträge auf und lassen für die Versicherten bei ihrem zuständigen Rentenversicherungsträger ihren gegenwärtigen Rentenanspruch berechnen. Sie sind die Kontaktpersonen in der unmittelbaren Nachbarschaft. Versichertenälteste sind keine Mitarbeitenden der Deutschen Rentenversicherung – aber selbst dort Mitglied.

### Firmenservice
Der Firmenservice informiert und berät  um die Themen gesunde Belegschaft, Rente und Altersvorsorge sowie Beiträge und Meldungen zur Sozialversicherung. Er richtet sich an Arbeitgeber, Werks- und Betriebsärzte, Mitglieder von Betriebsräten sowie Schwerbehindertenvertretungen. Ob Sprechtage, Info-Veranstaltungen oder Präventionsangebote für die Beschäftigten oder Unterstützung beim Betrieblichen Eingliederungsmanagement (BEM): Die Deutsche Rentenversicherung kümmert sich vor Ort.

### Betriebsprüfdienst
Zu den Aufgaben der Deutschen Rentenversicherung Hessen gehören auch die Betriebsprüfungen. Mindestens alle vier Jahre kontrolliert der Prüfdienst bei hessischen Arbeitgebern, ob diese ihre Meldepflichten zur Sozialversicherung ordnungsgemäß erfüllen und die Beiträge für ihre Beschäftigten richtig abführen. Zu wenig gezahlte Sozialversicherungsbeiträge erhebt die Deutsche Rentenversicherung Hessen nach, zu viel gezahlte Beiträge schreibt sie gut. Immer öfter nutzen die hessischen Unternehmen dabei das Angebot der elektronisch unterstützten Betriebsprüfung (euBP).

### Prävention und Rehabilitation
Der Bereich Rehabilitation gehört zu den zentralen Aufgaben der Deutschen Rentenversicherung Hessen. „Prävention vor Reha vor Rente“ lautet  die Maxime. Eine Rehabilitation soll Menschen helfen, mit ihren Erkrankungen und deren Folgen selbstbestimmt umzugehen und ihnen eine möglichst lange und umfassende Teilhabe am Berufs-, Familien- und Gesellschaftsleben ermöglichen. Mit einer Rehabilitation investiert die Deutsche Rentenversicherung Hesse in die Erwerbsfähigkeit der Versicherten – und damit auch in die Gemeinschaft aller Versicherten. Erfolgreiche Reha-Leistungen bewirken, dass möglichst wenige Beitragszahler vorzeitig eine Rente beziehen müssen.
Die Leistungen für Versicherte erstrecken sich von der Prävention über die medizinische Rehabilitation bis hin zur Teilhabe am Arbeitsleben. Auch Entwöhnungsbehandlungen sowie die Nachsorge und stufenweise Wiedereingliederung ins Erwerbsleben zählen dazu. Darüber hinaus erbringt die Deutsche Rentenversicherung Hessen unterhaltssichernde und ergänzende Leistungen.

### Reha-Kliniken
Die Deutsche Rentenversicherung Hessen unterhält fünf Rehabilitationskliniken.
- Eleonoren-Klinik in Lindenfels-Winterkasten –  Diabetologie, Adipositas-Therapie, Innere Medizin und Gastroenterologie sowie Orthopädie[15]
- Klinik am Park in Bad Schwalbach – Rehabilitationsklinik für Orthopädie mit intensivierter Psychotherapie
- Klinik Kurhessen in Bad Sooden-Allendorf – Rehabilitationsklinik für Orthopädie, Pneumologie und Post-COVID[16]
- Klinik Sonnenblick in Marburg – Rehabilitationsklinik für Hämatologie/Onkologie, Orthopädie und Post-COVID[17]
- Rehabilitationszentrum am Sprudelhof in Bad Nauheim – Rehabilitationsklinik für Kardiologie und Psychosomatische Medizin

### Ärztliche Untersuchungsstellen
Die Beurteilung und Begutachtung der Leistungsfähigkeit der Versicherten bildet einen sozialmedizinischen Schwerpunkt. Die Entscheidung, ob eine Leistung zur medizinischen Rehabilitation, eine Leistung zur Teilhabe am Arbeitsleben oder eine Rente wegen Erwerbsminderung bewilligt wird, hängt wesentlich von den krankheitsbedingten Leistungseinschränkungen ab. Die Sozialmediziner prüfen, ob die haus- oder fachärztlichen Befundberichte eine Beurteilung der erforderlichen Leistungen erlauben. Ist dies nicht der Fall, lädt die Deutsche Rentenversicherung Hessen den Antragsteller ein, um durch eine eigene Untersuchung eine belastbare Beurteilungsgrundlage zu schaffen. Dies gilt ebenso bei Widerspruchs- oder Klageverfahren und Regressverfahren.
Um einen kundenorientierten und wohnortnahen Service zu gewährleisten, unterhält die Deutsche Rentenversicherung Hessen sechs Ärztliche Untersuchungsstellen in Hessen. Die Sozialmediziner wirken außerdem bei der Qualitätssicherung in den Rehabilitationseinrichtungen und bei rehabilitationsmedizinischen Grundsatzfragen mit.

### Reha-Fachberater
Die Reha-Fachberater geben Rat zur beruflichen Integration der Versicherten. In persönlichen Beratungsgesprächen entwickeln sie gemeinsam mit den Rehabilitanden einen Weg hin zur beruflichen Wiedereingliederung in den Arbeitsmarkt. Bei einer beruflichen Veränderung aus gesundheitlichen Gründen informieren die Reha-Fachkräfte betroffene Versicherte über mögliche und notwendige Leistungen zur Teilhabe am Arbeitsleben. Sie arbeiten eng mit anderen Einrichtungen wie zum Beispiel Rehabilitationskliniken, Bildungseinrichtungen und Sozialdiensten zusammen.

### Kundenmagazine

#### Nachrichten der Deutschen Rentenversicherung Hessen
Die „Nachrichten der Deutschen Rentenversicherung Hessen“ informieren zu Themen um Rente, Rehabilitation, Prävention, zusätzliche Altersvorsorge und Selbstverwaltung; sie sind das satzungsgemäße Veröffentlichungsorgan.

#### Zukunft jetzt
Die Kundenzeitschrift „Zukunft Jetzt“ berichtet in Reportagen, Interviews und Servicebeiträgen über aktuelle Themen um die Rentenversicherung. Auf den „Hier und Jetzt“-Seiten informiert sie speziell über Ereignisse und Termine der Deutschen Rentenversicherung Hessen.

### Studien- und Ausbildungsplätze
Die Deutsche Rentenversicherung Hessen bietet jedes Jahr verschiedene Studien- und Ausbildungsplätze an.
- Ausbildung zum Sozialversicherungsfachangestellten
- Studium zum Bachelor of Laws (Sozialverwaltung – Rentenversicherung)
- Studium zum Bachelor of Science in Wirtschaftsinformatik – Software-Engineering
- Studium zum Bachelor of Arts in Digitaler Verwaltung

Auch die Kliniken der Deutschen Rentenversicherung Hessen bilden aus und bieten je nach Klinik verschiedene Ausbildungsplätze.

## Finanzierung
Finanziert werden diese Leistungen durch die Beiträge der Versicherten und ihrer Arbeitgeber sowie durch Zuschüsse des Bundes. Dafür verantwortet die Deutsche Rentenversicherung Hessen mit rund 13,2 Milliarden Euro den zweitgrößten öffentlichen Haushalt in Hessen.

## Geschichte
Rechtsvorgängerin war bis 2005 die Landesversicherungsanstalt Hessen (LVA Hessen) mit Sitz in Frankfurt am Main, die ihrerseits zum 1. Januar 1946 durch die Fusion der Landesversicherungsanstalt Großherzogtum Hessen (mit Sitz in Darmstadt) und der Landesversicherungsanstalt Hessen-Nassau (mit Sitz in Kassel) entstanden war. 2005 schlossen sich die Landesversicherungsanstalten mit der Bundesversicherungsanstalt für Angestellte sowie der Bundesknappschaft, der Bahnversicherungsanstalt und der Seekasse unter dem gemeinsamen Dach der „Deutschen Rentenversicherung“ zusammen. Aus den 22 Landesversicherungsanstalten wurden 14 eigenständige Regionalträger – darunter die Landesversicherungsanstalt Hessen, die seither die Bezeichnung „Deutsche Rentenversicherung Hessen“ führt.